# 李德诚
李德诚（863年—940年8月5日），爵封赵王，谥忠懿，中国五代十国时期吴国名将。他及其家族在取代吴的南唐政权年间继续被高度尊重。

## 家世
李德诚生于唐懿宗咸通四年（863年），广陵人，一作西华人。年轻时效力唐末宣歙观察使赵锽为给使。
龙纪元年（889年），赵锽及其军部宣州被另一军阀庐州刺史杨行密所围攻，陷入绝境，五月，赵锽部下指挥使周进思驱逐赵锽，自己守城。赵锽试图逃到当时在控制淮南的更大的军阀孙儒控制下的广陵，但被杨行密俘，后被其所杀。赵锽被逐到被俘这段时间，只有李德诚和韩球两位给使没有离开他，二人也一同被俘。赵锽准备派李德诚回宣州试图说服周进思投降，李德诚突然得热病，于是杨行密派韩球去，韩球当即被周进思处决。而李德诚当夜就病愈了，人们都以为是异事。杨行密认为李德诚是义士，把宗女嫁给他。

## 唐朝年间效力杨行密
杨行密接管宣歙，后来唐昭宗升宣歙为宁国军，任杨行密为节度使。杨行密与大军阀宣武军节度使朱全忠结盟，对抗孙儒。大顺二年（891年）七月，孙儒认为应该先灭杨行密，决定弃广陵，率全军南下对抗杨行密的宁国军。他因此火烧广陵城并离开。杨行密派张训和李德诚两位别将潜入广陵城救火，灭余火，收割谷数十万斛，赈济饥民。景福元年（892年）三月，另一军阀感化军节度使时溥试图接管淮南，遣兵三万南下到楚州，四月，张训、李德诚在寿河打败感化军，俘斩三千级，并攻取楚州，擒其刺史刘瓒。杨行密后打败孙儒，接管了淮南，最终占据了整个淮南地区。
李德诚常随从杨行密征讨，积功为马步军使。光化元年（898年）九月，镇海、镇东军节度使钱镠部将顾全武攻苏州，城中守军和援兵都把粮食吃完了，李德诚与刺史台濛弃城而走，援兵也退去，苏州被顾全武所克。天复三年（903年），杨行密的下属宁国军节度使田頵和润州团练使安仁义联合起事背叛他。田頵很快被时任涟水制置使台濛败杀，杨行密另一将润州行营招讨使王茂章围攻润州，但因安仁义善守，城防一直支撑到天祐二年（905年）正月王茂章军挖地道入城。安仁义拿着弓箭登上城楼坐着，淮南军不敢逼近。但因参与围城的李德诚在整个围城期间其他淮南将领骂安仁义时仍礼待他，当李德诚到后，安仁义召他登楼，说：“你有礼，且有奇特的面相，他日必然大贵。我现在把我作为你的功劳。”且把爱妾赠予他，把弓箭掷在地上，李德诚挟持安仁义下楼，将他及其诸子送到广陵，安仁义父子就在那里被斩。杨行密后以李德诚有功，当年不迟于九月任为润州留后、刺史。

## 弘农/吴国年间
杨行密死后，其辖区先后由其子杨渥和杨隆演统治，在唐朝灭亡后史称弘农，后称吴国。但左牙指挥使徐温与右牙指挥使张颢杀杨渥，徐温又拥立杨隆演、杀张颢、摄政，政权实际上很快落入徐温手中。李德诚在润州习惯秉烛夜出，被候者报告徐温，徐温怀疑他要生变，将他迁到江州。李德诚知道被徐温怀疑，派第四子李建勲去徐温处谒见。徐温见了李建勲，体会到李德诚的用心，叹道：“有这样的儿子，不是恶人。”相信李德诚不会背叛了。他还把一个女儿（后来的广德公主）嫁给李建勲。
李德诚后被任为威武军节度使（荣衔，因威武军在吴东南邻国闽国治下），十一年（914年）知抚州，并在疏山以东用自己的俸禄为白云禅院置办一所庄园。期间，傲慢的徐温亲生长子少摄政徐知训得知李德诚有数十家妓，向他索要。李德诚派使者道歉：“我家的家妓都年长，有的有孩子了，不足以侍奉贵人，我会另外为公寻找更年轻更美丽的。”徐知训怒，对使者说：“有一天我会杀了李德诚，把他妻子也取来！”但天祐十五年（918年）六月，徐知训本人就被将领平卢节度使、同平章事、诸道副都统朱瑾所杀，被更有礼貌的养兄徐知诰取代。李德诚有门客，能说天文，一天对李德诚说：“昨夜天象大异，扬州当流血无限，朝贵多陷首穴骨。”后来考证，那就是朱瑾杀徐知训那一夜。李德诚的一个女儿又嫁给徐知诰的儿子徐景达。
十六年（919年），杨隆演称吴国王，以示脱离已灭亡的唐朝所授爵位，为独立统治者。李德诚被加平南大将军、中书令。顺义元年（921年），抚州升级为昭武军节度使治所，故李德诚为昭武军节度使。六年（926年）迁百胜军节度使。杨隆演弟杨溥继位后称帝，大和六年（934年）不早于五月，李德诚被改任为镇南军节度使。李德诚没有战场上的大功，但因年长和婚姻关系而受到很大的尊荣。
翰林学士殷文圭晚年很贪财，一日草诏以李德诚为司空，但润笔费久不至，于是作诗催促：“紫殿西头月欲斜，曾草临淮上将麻；润笔已曾经奏谢，更将章句问张华。”因此为时人所贬低。
天祚二年（936年）十二月，已是摄政的徐知诰计划迫杨溥禅位于自己。时为镇南军节度使、太尉兼中书令的李德诚是侍奉杨氏最久的人，徐知诰认为李德诚和德胜军节度使兼中书令周本都是国内名位最隆重的将领，取得他们的外在支持可以巩固自己的权力，于是让他们去广陵率诸将上表陈说徐知诰功德、要杨溥禅位，再去徐知诰驻扎的金陵上表要他受禅。徐知诰的老朋友宰相宋齐丘反对这些举动，因此对李建勲说：“尊公是太祖（即杨行密）的元勋，但现在他的功勋扫地了。”宋齐丘也写信给李德诚，试图阻止他劝进（《十国纪年》作宋齐丘给宗信写信要宗信劝止李德诚）。但三年（937年）八月，李德诚在李建勲谋划下去金陵劝进；十月，已改名徐诰的徐知诰很快受禅，代吴，建立南唐。

## 南唐年间
徐诰登基后，在天泉阁宴请群臣，席间，李德诚说：“陛下应天顺人，惟宋齐丘不乐。”并出示宋齐丘给他的信。但徐诰没有看，宋齐丘顿首谢罪。徐诰拜李德诚为太师，封南平王。
禅位后仍被徐诰尊为“让皇”的杨溥一度继续住在吴国广陵旧宫，他坚持不肯继续住，昇元二年（938年）四月屡次请求迁居别处；李德诚等也引用汉朝、隋朝故事，请求迁居他。五月，徐诰派时为同平章事的李建勲为迎奉让皇使，去广陵迎接杨溥一家到润州牙城，改润州牙城为丹杨宫，作为杨氏的居所。
三年（939年），徐诰改回本姓李，改名李昪。当时受封信王的徐景达也因而改名李景达。有司认为李景达与李德诚女的婚姻犯了同姓内婚之禁。李昪下诏称因南平王李德诚是国之元老，不可离婚，令信王妃以“南平”为氏。
当年四月，李德诚又被进封为赵王。李德诚的富贵和高寿世人罕及，但为人谦恭沉厚，终始如一。昇元年间，他从洪州入觐金陵时，李昪因他父子都有佐命之功而优礼他，遣内夫人在路上迎接慰劳，百官排班在都门谒见他，入对之日，朝堂设置帐棚等待他，每有大事，都派宰相去他家咨询。四年（940年）六月薨，李昪为此废朝五日，谥忠懿。有子二十八人，李建勲为相，不结党，李建封为将，死于国事，君子善之；李德诚妻杨氏封滕国君，当世以为荣。李德诚其余诸子也都任要职。
李德诚另有两女先后嫁给清淮军节度、寿州观察处置等使刘崇俊，后嫁者封陇西郡君。

## 轶闻
郑文宝《南唐近事》载：李德诚为赵王、镇南军节度使时，有占卜者自称一眼就能分清世人贵贱。李德诚就使女妓数人与妻滕国君作一样的妆容服饰一起站在庭中，请占卜者分辨贵贱。占卜者弯下身说：“国君头上有黄云。”群妓不知不觉都抬头看滕国君的头顶，占卜者说：“这就是国君。”李德诚高兴，打发他走了。

## 评价
- 《十国春秋》论曰：周本、李德诚俱杨氏勋臣，位列通显，或则抱徐广流涕之心，或则效范云劝进之术，迹虽不殊，而其志亦略异焉。王安以器度称，王舆以长厚见，历仕二姓，功绩烂然，要未可与南平（即李德诚）同日语矣。[1]